# Sternfield
Sternfield – wieś w Anglii, w hrabstwie Suffolk. Leży 29 km na północny wschód od miasta Ipswich i 136 km na północny wschód od Londynu.